# Бучацький Володимир Омелянович
Володимир Омелянович Бучацький (русин. Володимир Еміліяновыч Бучацькый; 20 липня 1885, Риманів, Австрійська імперія (нині — Підкарпатське воєводство, Польща) — 2 квітня 1968, Монреаль, Канада) — історик Лемківщини, адвокат, юрист, публіцист, мемуарист.

## Біографія
Син засновника школи різьбярів по дереву в Риманіві. У 1888 році з батьком переїхав у Сянік, де у 1903 році закінчив гімназію. Учасник Першої світової війни у складі австро-угорської армії, в ранзі поручника відбував військову службу в Стрию. Після війни працював суддею австрійських, згодом польських судів, був звільнений зі служби поляками, разом з іншими українськими суддями, примусово вийшов на пенсію, відкрив свою адвокатську контору, 1920 року склав магістерський іспит і працював адвокатом до липня 1944 року в Сяноці.
Пізніше — на еміграції в Канаді. Був одружений із Філоменою Бучацькою. Мав сімох дітей.

## Наукова праця
Автор праць з історії Лемківщини. Найвідоміші його публікації:
- «З моїх юних літ» (Торонто, 1957)
- «В тривожних днях німецької окупації» (1957)
- «Лемківщина» (1959)
- «Лемківщина і лемки» (1961)
- «Лемки — українське гірське плем'я» (Вінніпег, 1962)